# Unión Balompédica Lebrijana
La Unión Balompédica Lebrijana és un club de futbol andalús amb seu a Lebrija, a la comunitat autònoma d' Andalusia . Fundat l'any 1928, actualment juga a División de Honor , celebrant partits a casa a l'Estadio Municipal de Lebrija, amb una capacitat de 3.500 seients. 

## Temporada a temporada

### Antiga UB Lebrijana
| Temporada | Nivell | Divisió  | Lloc | Copa del Rei |
| --------- | ------ | -------- | ---- | ------------ |
| 1928–1957 | —      | Regional | —    |              |
| 1957–58   | 4      | 1ª Reg.  | 2n   |              |
| 1958–59   | 4      | 1ª Reg.  | 1r   |              |
| 1959–60   | 3      | 3a       | 11è  |              |
| 1960–61   | 4      | 1ª Reg.  | 10è  |              |
| 1961–1971 | DNP    | DNP      | DNP  |              |
| 1971–72   | 5      | 2ª Reg.  | 9è   |              |
| 1972–73   | 5      | 2ª Reg.  | 1r   |              |
| 1973–74   | 5      | 2ª Reg.  | 11è  |              |
| 1974–75   | 5      | 2ª Reg.  | 11è  |              |
| 1975–76   | 5      | 1ª Reg.  | 10è  |              |
| 1976–77   | 5      | 1ª Reg.  | 13è  |              |

| Temporada | Nivell | Divisió                 | Lloc | Copa del Rei |
| --------- | ------ | ----------------------- | ---- | ------------ |
| 1977–78   | 6      | 1ª Reg.                 | 11è  |              |
| 1978–79   | 6      | 1ª Reg.                 | 10è  |              |
| 1979–80   | 6      | 1ª Reg.                 | 8è   |              |
| 1980–81   | 5      | Preferència de registre | 5è   |              |
| 1981–82   | 5      | Preferència de registre | 19è  |              |
| 1982–83   | 6      | 1ª Reg.                 | 16è  |              |
| 1983–84   | 6      | 1ª Reg.                 | 16è  |              |
| 1984–85   | 6      | 1ª Reg.                 | 16è  |              |
| 1985–86   | 6      | 1ª Reg.                 | 4t   |              |
| 1986–87   | 6      | 1ª Reg.                 | 2n   |              |
| 1987–88   | 5      | Preferència de registre | 2n   |              |

### Nova UB Lebrijana
| Season    | Tier | Division   | Place | Copa del Rey |
| --------- | ---- | ---------- | ----- | ------------ |
| 1993–94   | 7    | 2ª Reg.    | 2nd   |              |
| 1994–95   | 6    | 1ª Reg.    | 2nd   |              |
| 1995–96   | 5    | Reg. Pref. | 11th  |              |
| 1996–97   | 5    | Reg. Pref. | 3rd   |              |
| 1997–98   | 5    | Reg. Pref. | 19th  |              |
| 1998–99   | 6    | 1ª Reg.    | 5th   |              |
| 1999–2000 | 5    | Reg. Pref. | 12th  |              |
| 2000–01   | 5    | Reg. Pref. | 17th  |              |
| 2001–02   | 6    | 1ª Reg.    | 2nd   |              |
| 2002–03   | 6    | 1ª Reg.    | 1st   |              |
| 2003–04   | 5    | Reg. Pref. | 16th  |              |
| 2004–05   | 6    | Reg. Pref. | 13th  |              |
| 2005–06   | 6    | Reg. Pref. | 10th  |              |
| 2006–07   | 6    | Reg. Pref. | 15th  |              |
| 2007–08   | 6    | Reg. Pref. | 10th  |              |
| 2008–09   | 6    | Reg. Pref. | 9th   |              |
| 2009–10   | 6    | Reg. Pref. | 11th  |              |
| 2010–11   | 6    | Reg. Pref. | 4th   |              |
| 2011–12   | 6    | Reg. Pref. | 1st   |              |
| 2012–13   | 5    | 1ª And.    | 2nd   |              |

| Season  | Tier | Division  | Place      | Copa del Rey |
| ------- | ---- | --------- | ---------- | ------------ |
| 2013–14 | 4    | 3ª        | 9th        |              |
| 2014–15 | 4    | 3ª        | 6th        |              |
| 2015–16 | 4    | 3ª        | 15th       |              |
| 2016–17 | 4    | 3ª        | 8th        |              |
| 2017–18 | 4    | 3ª        | 5th        |              |
| 2018–19 | 4    | 3ª        | 12th       |              |
| 2019–20 | 4    | 3ª        | 13th       |              |
| 2020–21 | 4    | 3ª        | 10th / 9th |              |
| 2021–22 | 6    | Div. Hon. | 13th       |              |
| 2022–23 | 6    | Div. Hon. | 9th        |              |
| 2023–24 | 6    | Div. Hon. | 7th        |              |
| 2024–25 | 6    | Div. Hon. |            |              |

- 9 temporades a Tercera Divisió